# 蒋笃运
蒋笃运（1954年9月—），男，汉族，河南永城人，中华人民共和国政治人物，中国共产党党员，第十一届全国人民代表大会河南地区代表。

## 生平
毕业于北京师范大学教育经济与管理专业。早年曾任河南师范大学副校长、河南医科大学党委书记。
2000年7月至2003年2月郑州大学党委书记。2003年2月至2011年3月任河南省教育厅厅长。2008年，担任全国人大代表。2011年1月任河南省人大常委会副主任。